# لورين تايلور (ممثلة)
لورين تايلور (بالإنجليزية: Lauren Taylor)‏ هي مغنية وممثلة أمريكية، ولدت في 16 يونيو 1998 في سان دييغو في الولايات المتحدة.

## وصلات خارجية
- لورين تايلور (ممثلة) على موقع IMDb (الإنجليزية)
- لورين تايلور (ممثلة) على موقع روتن توميتوز (الإنجليزية)
- لورين تايلور (ممثلة) على موقع قاعدة بيانات الفيلم (الإنجليزية)